# Bodjwo
Bodjwo est un village du Cameroun, situé dans la région de l'Est, dans le département du Haut-Nyong et au sein de la commune de Somalomo.

## Économie
L'agriculture vivrière, dédiée à l'autoconsommation et l'agriculture de rente, vouée à la vente, demeurent les principales activités du village.

## Climat
Le village est soumis à un climat équatorial de type Guinéen classique où deux saisons sèches sont entrecoupées par deux saisons des pluies. Au cours de l'année, les saisons de succèdent : une petite saison des pluies de mi-mars à juin, une petite saison sèche de juin à mi-août, une grande saison des pluies de mi-août à mi-novembre ainsi qu'une grande saison sèche de mi-novembre à mi-mars. 
La température moyenne est de 23,3 degrés. La pluviométrie moyenne est de 1 640 mm par année avec le mois d'octobre représente la période la plus pluvieuse.

## Histoire
Les populations proviendraient de la République Centrafricaine, puisqu'elles parlent le Ngbaka, une langue oubanguienne. Il y a de cela 200 ans, elles ont été suivies par les Badjoué qui, venant du sud vers le nord, avaient migré des suites des atrocités de cannibalisme de leur chef de clan Mouno-Mouno.

## Religion
Plusieurs religions sont présentes dans le village, en majorité d'origine chrétienne. Il s’agit des Églises catholiques, protestantes et autres nouvelles Églises. L'islam y est également implanté.